# PowerPC e300

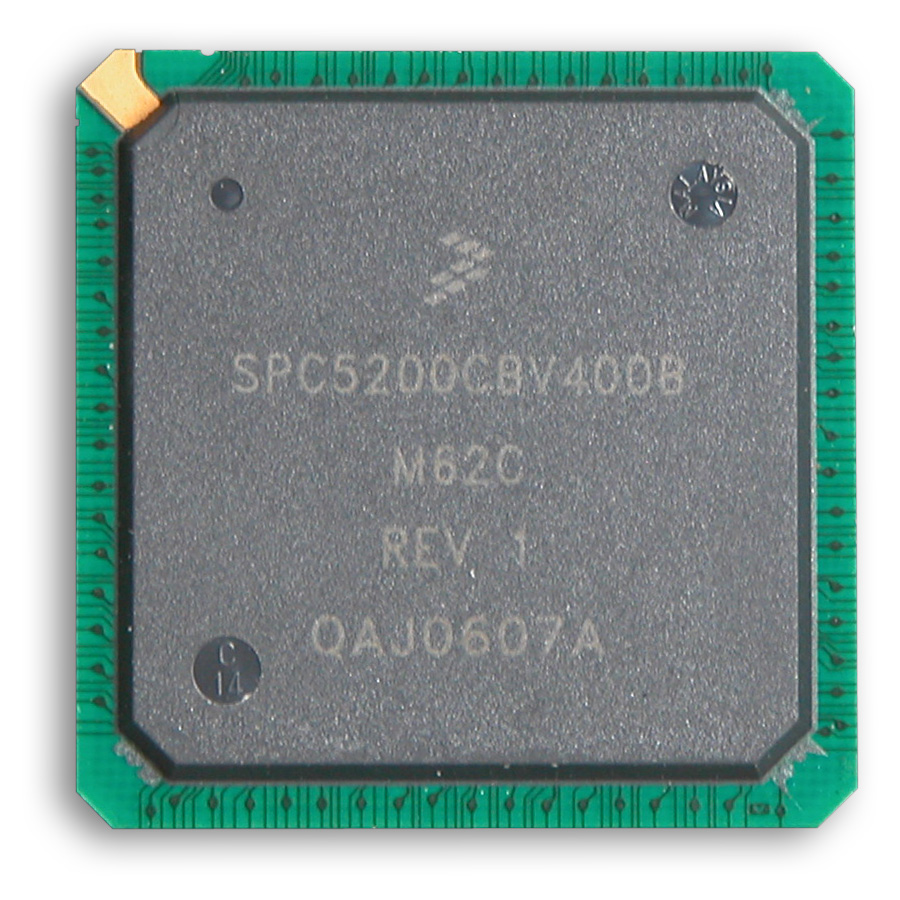
Ein mit 400 MHz getakteter PowerPC MPC5200 (EFIKA Mainboard)

Der PowerPC e300 ist ein 32-Bit-RISC-Mikroprozessor aus der PowerPC-Familie des Herstellers Freescale. Er ist als System-on-a-Chip (SoC) konzipiert worden und mit einer Geschwindigkeit von bis zu 667 MHz erhältlich.

## Architektur
Der e300 ist ein superskalarer RISC-Kern mit jeweils 16 KiB oder 32 KiB
Instruktionen-/Daten-Cache (Harvard-Architektur), einer vierstufigen Pipeline mit Load-/Store-Einheit, Systemregistern und eine Sprungvorhersage-Einheit. Er ist nicht zu der aktuellen Power ISA kompatibel, aber dafür zu der älteren Power ISA des PowerPC 603e (G2), von dem der e300 auch abstammt.

## Kerne
Der e300-Kern ist Teil von mehreren SoC-Produkten für sehr unterschiedliche Anwendungsbereiche.

### MPC51xx
Der MPC5121e und MPC5123 verfügen zusätzlich über eine 32-Bit-AXE-Einheit zur Audiobeschleunigung und einen integrierten Display-Controller. Beide Varianten des MPC51xx-Kerns sind mit bis zu 400 MHz erhältlich und der MPC5121e enthält zusätzlich einen MBX Lite 2D/3D-Grafikkern (von PowerVR).

### MPC52xx
Der MPC5200-Kern basiert vorwiegend auf dem PowerPC 603e (G2_LE-Kern), der eine große Ähnlichkeit mit dem e300-Kern aufweist. Er enthält eine Double Precision FPU, eine MMU für Daten und Instruktionen, 16 KiB Daten- und Instruktionscache, einen komplexen DMA-Controller (BestComm) für I/O-Operationen, einen SDR/DDR-RAM Controller (bis 266 MHz), einen Ethernet MAC (100 MBps), ein USB 1.1 Interface, sechs programmierbare serielle Controller und zwei I²C Controller.
Der MPC5200B ist eine Die-Shrink Version mit einem etwas effizienteren DMA-Controller und einem geringeren Stromverbrauch.
Beide Varianten sind mit bis zu 400 MHz erhältlich.

### MSC712x
DSP für optische Netzwerke
MSC7120 GPON und MSC7104 GPON

### MPC83xx
PowerQUICC-II-Pro-Familie (Telekom- und Netzwerkprozessoren)